# Moita do Norte
Moita do Norte is een plaats (freguesia) in de Portugese gemeente Vila Nova da Barquinha en telt 2067 inwoners (2001).